# Raymond Thompson Hill
Raymond Thompson Hill (* 11. Januar 1883 in North Branford; † 1956) war ein US-amerikanischer Romanist, Provenzalist, Lusitanist und Mediävist.

## Leben und Werk
Hill promovierte an der Yale University mit der Arbeit (Hrsg.) La mule sanz frain. An Arthurian romance by Païens de Maisières (Baltimore 1911). Er lehrte ebenda als Instructor für Französisch (1908–1916), als Assistant Professor (1916–1927) und als Associate Professor (1927–1949). Von 1949 bis 1952 war er Bibliotheksleiter.

## Weitere Werke
- (mit Horatio Elwin Smith) Advanced French composition, New York 1916
- (Hrsg.) Two old French poems on Saint Thibaut, New Haven 1936
- (Hrsg. mit Thomas Goddard Bergin) Anthology of the Provençal troubadours, New Haven 1941, 1973